# Spetses (gmina)
Spetses (gr. Δήμος Σπετσών, Dimos Spetson) – gmina w Grecji, w administracji zdecentralizowanej Attyka, w regionie Attyka, w jednostce regionalnej Wyspy. Siedzibą gminy jest Spetses. W jej skład wchodzi między innymi wyspa Spetses. W 2011 roku liczyła 4027 mieszkańców.